# Siyi
Siyi is een gebied in de Chinese provincie Guangdong. In het gebied worden dialecten van het Kantonese Siyihua gesproken. Het bestaat uit een district en drie stadsarrondissementen:
- Xinhui
- Taishan
- Kaiping
- Enping

## Geschiedenis
In de negentiende eeuw emigreerden vele mensen uit dit gebied naar Hongkong, Zuidoost-Azië, Noord-Amerika, Zuid-Amerika en Australazië.